# 帕倫敦 (紐約州)
帕倫敦（英語：Palentown）是位於美國紐約州阿爾斯特縣的非建制地區。

## 地理
帕倫敦所處的海拔為高於海平面319米（即1047英呎），而該地所採用的時區為UTC-5，即北美东部时区（EST）。同時該地設有夏令時間，為UTC-5調快一小時，即UTC-4（EDT）。